# Raindrops Keep Fallin' on My Head
Raindrops Keep Fallin' on My Head est une chanson écrite par le compositeur Burt Bacharach et le parolier Hal David pour le film Butch Cassidy et le Kid (Butch Cassidy and the Sundance Kid). Éditée en 1969, elle est interprétée par le chanteur B. J. Thomas.

## Genèse
La voix de B. J. Thomas est plus rauque dans la version cinématographique, en raison d'une laryngite lors de l'enregistrement. Dans le film, la chanson correspond à une pause instrumentale qui met en scène Paul Newman (interprétant Butch Cassidy) faisant du vélo.

## Classements
En 1970, lors de la 42e cérémonie des Oscars, Raindrops Keep Fallin' on My Head remporte l'Oscar de la meilleure chanson originale.
En 2004, la chanson est classée 23e au classement AFI's 100 Years... 100 Songs des plus grandes chansons du cinéma américain.

## Adaptation
La chanson est adaptée en français par Maurice Tézé et enregistrée en 1970 par Sacha Distel sous le titre Toute la pluie tombe sur moi.

## Cinéma et télévision
Sauf indication contraire, les informations mentionnées dans cette section peuvent être confirmées par le générique de fin de l'œuvre audiovisuelle présentée ici, ainsi que par la base de données cinématographiques IMDb,  présente dans la section « Liens externes ».
Elle apparaît également :
- sur la bande son du film Forrest Gump en 1994,
- sur la bande son du film Spider-Man 2 en 2004,
- en 2013, la chanson est le générique du téléfilm Des frères et des sœurs,
- brièvement dans l'épisode 24 (Hitman) de la chronique Crossed par Karim Debbache en 2014,
- au début et à la fin du film Joséphine s'arrondit en 2016,
- dans la publicité Total en 2013 et 2018.